# Nyssia johnsoni
Nyssia johnsoni är en fjärilsart som beskrevs av Harrison. Nyssia johnsoni ingår i släktet Nyssia och familjen mätare. Inga underarter finns listade i Catalogue of Life.